# Iglesia de San Pedro (Asteasu)
La iglesia de San Pedro es un inmueble de la localidad española de Asteasu, en la provincia de Guipúzcoa.

## Descripción
El edificio se encuentra en la localidad española de Asteasu, perteneciente a la provincia de Guipúzcoa, en la comunidad autónoma del País Vasco. Se menciona como iglesia parroquial del lugar en el Diccionario histórico-geográfico-descriptivo de los pueblos, valles, partidos, alcaldías y uniones de Guipúzcoa (1862) de Pablo de Gorosábel, donde aparece descrita con las siguientes palabras:

La iglesia parroquial de esta villa es de la advocacion de San Pedro apóstol, patrono tutelar tambien de ella. Su cabildo eclesiástico se compone de un rector y seis beneficiados; cuyas vacantes se proveen por estos mismos, los mayordomos de fábrica y ermita de Santa Cruz, jurado del concejo y fiél de él. Hay tambien un sacristan eclesiástico de presentacion de los regidores y jurado del concejo, y un organista que nombran el rector, beneficiado decano y mayordomo de fábrica. En su jurisdiccion hay dos ermitas, denominadas Santa Cruz y Santa Marina; y en lo antiguo hubo un hospital cuyo edificio se conserva todavía, si bien está inhabilitada. La obra de la expresada parroquia es de formas regulares: denota su mucha antigüedad, y que se ha procurado mejorarla con aditamentos exteriores de un cobertizo para el abrigo de la gente, etc.
(Gorosábel, 1862, p. 59)